# Радегунда
Радегунда (словен. Radegunda) је насељено место у општини Мозирје, Савињска регија, Словенија.

## Историја
До територијалне реорганизације у Словенији била је у саставу старе општине Мозирје.

## Становништво
У попису становништва из 2011. године, Радегунда је имала 286 становника.
| Број становника према пописима | Број становника према пописима | Број становника према пописима |
| ------------------------------ | ------------------------------ | ------------------------------ |
| 1991                           | 2002                           | 2011                           |
| 281                            | 287                            | 286                            |

Напомена: До 1955. исказивано под именом Света Радегунда. Године 2017. извршене су мање размене територија између насеља Дол-Суха (Речица об Савињи) и Радегунда.